# Фіоннуала Шеррі
Фіоннуала Шеррі (ірл. Fionnuala Sherry; 20 вересня 1962, Нейс, Клдер, Ірландія) — ірландська скрипалька та співачка. Учасниця інструментального дуету «Secret Garden», який переміг на конкурсі пісні «Євробачення-1995» з інструментальним твором «Nocturne».

## Життєпис
Фіоннуала Шеррі народилася 20 вересня 1962 року у Нейсі (графство Кілдер, Ірландія).
Почала грати на скрипці у 8 років. З відзнакою закінчила музичний коледж Трініті-коледжу у Дубліні, переїхавши до Дублін у 15 років, щоб продовжити музичну освіту.
У кінці січня 2010 року, після чотирьох років стосунків, одружилася з бізнесменом Бернардом Дойлом в Лондоні.
Шеррі зламала обидві руки, спіткнувшись під час прогулянки Дубліном у лютому 2015-го. Вона сказала, що це може мати серйозні наслідки для її музичної кар'єри, але впевнена, що повернеться до повної фізичної форми.

## Кар'єра
Її професійна кар'єра почалася з десятирічного стажу у Концертному оркестрі RTÉ.
Фіоннуала Шеррі співпрацювала з широким колом музикантів, включаючи The Chieftains, Шинейд О'Коннор, Ван Моррісона, Кріса де Бурга, Боно і Wet Wet Wet. Вона також записала кілька саундтреків до голлівудських фільмів з Ірландським кінооркестром, зокрема, до стрічок «Кімната з видом» і «Маска».
Її інструмент, як для «живих» виступів, так і для студійної роботи — англійська скрипка Джона Едварда Беттса 1790 року зі смичком Hill.
Шеррі створила і вела музичне дитяче телевізійне шоу на ірландському національному телебаченні, засноване на концепції, яку вона сама винайшла. У 2010 році вона випустила сольний альбом «Songs from Before» в Ірландії. Альбом був виданий у США і Канаді лейблом Hearts of Space Records навесні 2011 року.